# Marta Rudolphi
Marta Persdotter Rudolphi, född 1 februari 1849 i Delsbo, Gävleborgs län, död 28 juni 1936 i Stockholm, var en svensk litograf och tecknare.
Hon var dotter till Per Johansson och Brita Rudolphi och under en period gift med Johannes Simonsson. Rudolphi kom via Johan Fredrik Höckerts förmedling till Stockholm omkring 1860 och placerades vid Generalstabens litografiska anstalt där hon utbildades till litograf. Vid sidan av sitt arbete var hon verksam som tecknare och hennes konst består till stor del av motiv från Delsbotrakten utförda som teckningar.